# ASZ1
ASZ1 (англ. Ankyrin repeat, SAM and basic leucine zipper domain containing 1) – білок, який кодується однойменним геном, розташованим у людей на короткому плечі 7-ї хромосоми. Довжина поліпептидного ланцюга білка становить 475 амінокислот, а молекулярна маса — 53 458.
| 10         |  | 20         |  | 30         |  | 40         |  | 50         |
| ---------- |  | ---------- |  | ---------- |  | ---------- |  | ---------- |
| MAASALRGLP |  | VAGGGESSES |  | EDDGWEIGYL |  | DRTSQKLKRL |  | LPIEEKKEKF |
| KKAMTIGDVS |  | LVQELLDSGI |  | SVDSNFQYGW |  | TPLMYAASVA |  | NAELVRVLLD |
| RGANASFEKD |  | KQSILITACS |  | AHGSEEQILK |  | CVELLLSRNA |  | DPNVACRRLM |
| TPIMYAARDG |  | HTQVVALLVA |  | HGAEVNTQDE |  | NGYTALTWAA |  | RQGHKNIVLK |
| LLELGANKML |  | QTKDGKMPSE |  | IAKRNKHHEI |  | FNLLSFTLNP |  | LEGKLQQLTK |
| EDTICKILTT |  | DSDREKDHIF |  | SSYTAFGDLE |  | VFLHGLGLEH |  | MTDLLKERDI |
| TLRHLLTMRE |  | DEFTKNGITS |  | KDQQKILAAL |  | KELQVEEIQF |  | GELSEETKLE |
| ISGDEFLNFL |  | LKLNKQCGHL |  | ITAVQNVITE |  | LPVNSQKITL |  | EWASPQNFTS |
| VCEELVNNVE |  | DLSEKVCKLK |  | DLIQKLQNER |  | ENDPTHIQLR |  | EEVSTWNSRI |
| LKRTAITICG |  | FGFLLFICKL |  | TFQRK      |  |            |  |            |

A: Аланін

C: Цистеїн

D: Аспарагінова кислота

E: Глутамінова кислота

F: Фенілаланін

G: Гліцин

H: Гістидин

I: Ізолейцин

K: Лізин

L: Лейцин

M: Метіонін

N: Аспарагін

P: Пролін

Q: Глутамін

R: Аргінін

S: Серин

T: Треонін

V: Валін

W: Триптофан

Кодований геном білок за функціями належить до білків розвитку, фосфопротеїнів. 
Задіяний у таких біологічних процесах, як диференціація клітин, сперматогенез, РНК-залежне заглушення генів, мейоз, альтернативний сплайсинг. 
Локалізований у цитоплазмі.